# Fresneda de la Sierra
Fresneda de la Sierra è un comune spagnolo di 54 abitanti situato nella comunità autonoma di Castiglia-La Mancia.